# Centistidea kumatai
Centistidea kumatai är en stekelart som först beskrevs av Maeto 1995.  Centistidea kumatai ingår i släktet Centistidea och familjen bracksteklar. Inga underarter finns listade.